# Barton Creek, Texas
Barton Creek là một nơi ấn định cho điều tra dân số (CDP) thuộc quận Travis, tiểu bang Texas, Hoa Kỳ. Năm 2010, dân số của nơi này là 3077 người.

## Dân số
- Dân số năm 2000: 1589 người.
- Dân số năm 2010: 3077 người.